# Värdeflöde
Värdeflöde (från engelska value stream) som begrepp myntades av James P Womack som deltog i studien av Toyota Production System (TPS) genom MIT år 1979. Värdeflöde har sitt ursprung som en av fem Lean production principer. Begreppet används även inom andra logistiska teorier, såsom Agile.

## Definition
Värdeflödet innefattar alla aktiviteter för en produkt eller tjänst, både värdeskapande och icke värdeskapande, från råmaterial till slutkund. Värdeflödet inbegriper både material- och informationsflöden.
Med värde avses inte bara ekonomiskt värde utan även kvalitéer, se även kundvärde. Det är slutkundens efterfrågan som är den faktiska drivkraften och ger produkten eller tjänsten dess värde. Kostnader som läggs till produkten men som kunden inte efterfrågar, är således inte av värde. Vad är slutkunden beredd att betala för? Med slutkund avses den som ska nyttja den färdiga produkten eller tjänsten. 
Aktiviteter är alla delmoment som utförs innan produkten eller tjänsten når slutkunden. De innefattar exempelvis information, planering, produktionsmoment och underhåll. Värdeskapande aktiviteter ger ett mervärde till slutprodukten. Icke värdeskapande aktiviteter tillför inte något värde till slutprodukten, detta är alltså aktiviteter som slutkunden inte är villig att betala för.

## Värdeflödesanalys
Värdeflödesanalys är ett verktyg som används för att kartlägga ett värdeflöde för en produkt eller tjänst. Genom en värdeflödesanalys kan eventuellt slöseri upptäckas samtidigt som samband mellan informations- och materialflöden tydliggörs. Enligt den ursprungliga leanteorin finns sju slöserier. Dessa är väntan, onödiga rörelser, överproduktion, överarbete, omarbete, lager, transporter. Därtill adderas enligt en senare leanteori outnyttjad kreativitet.   
Punktvisa förbättringar som inte ger en förbättring av det totala flödet är inte intressanta för värdeflödets optimering. Dessutom ska inte bara symptomen botas utan framförallt den bakomliggande orsaken.    
En värdeflödesanalys innebär en kartläggning av hela värdeflödet med utgångspunkt i slutprodukten. Detta system missar inga aktiviteter, definierar endast den produkt eller produktfamilj som analyseras samtidigt som kundens intressen behålls i fokus.   
Vid analys av värdeflöde delas aktiviteterna in i tre kategorier:   
- Värdeskapande
- Icke värdeskapande men nödvändiga
- Icke värdeskapande och eliminerbara.

Den första åtgärden blir att ta bort aktiviteter i den tredje kategorin. Därefter utreds den andra kategorin vidare enligt Leanprincipens efterföljande steg, Kontinuerligt flöde (Flow) och Dragande (Pull) för att finna aktiviteter som är eliminerbara på sikt. Ett kontinuerligt flöde innebär att produkter och material är i konstant rörelse. Alla stopp som innebär väntetid är slöseri. Med dragande menas att produktion inte ska startas uppströms innan de nedströms efterfrågar det, i enlighet med Kanban principen. Produktionen blir kundorderstyrd, där dess takt bestäms av marknadens efterfråga. 